# John Rewald
John Rewald (12 de mayo de 1912 - 2 de febrero de 1994) fue un autor, historiador de arte y académico estadounidense. Fue conocido como un erudito del Impresionismo, Post-impresionismo, Cézanne, Renoir, Pissarro, Seurat, y otros pintores franceses de finales del siglo XIX.

## Biografía
Gustav Rewald nació en Berlín, en seno de una familia judía de clase media. Completó sus estudios en Hamburgo y luego estudió en varias universidades alemanas, finalmente yendo a La Sorbonne en París en 1932.
En La Sorbonne escribió su disertación sobre la amistad entre Zola y Cézanne, teniendo que convencer a las autoridades académicas, ya que Cézanne (que murió en 1906) era considerado una figura muy reciente
Cuando Francia declaró guerra con Alemania en 1939, Rewald fue clasificado como un enemigo extranjero . Emigró a Estados Unidos en 1941 y Alfred Barr, director del Museo de Arte Moderno de Nueva York, fue su patrocinador. Desde 1943 organizó exhibiciones en museos y empezó a trabajar en su magnum opus, "The History of Impressionism", el cual publicó en 1946
Entre 1961 y 1964, Rewald fue profesor visitante en la Universidad de Princeton. En 1964 se unió a la facultad de la Universidad de Chicago y permaneció ahí hasta 1971. En ese año recibió el cargo de "Profesor distinguido en la historia del arte" en la City University of New York (CUNY). En 1977 organizó la exhibición "Cézanne: The Late Work" en el Museo de Arte Moderno (MoMA) junto con William Rubin. Pasó 1979 como el "A. W. Mellon Lecturer" en la Galería de Arte Nacional de Washington. Se retiró de CUNY en 1984.
John Rewald jugó un papel decisivo en la creación de una fundación para salvar el estudio de Cézanne y convertirlo en un museo. El museo se ubica en Aix-en-Provence, L'atelier Cézanne el museo se encuentra tal cual como se encontraba a la muerte del pintor. Los ciudadanos de Aix nombraron una plaza después de él como agradecimiento por crear el museo
John Rewald murió de una insuficiencia cardíaca congestiva a la edad de 81 años. Está enterrado cerca de Cézanne, en el cementerio Aix-en-Provence

## Obra
OCLC/WorldCat registra más de 700 obras en más de 2000 publicaciones en 7 idiomas y más de 35000 ejemplares en bibliotecas de y sobre John Rewald
- Cézanne et Zola (1936)
- Maillol (1939)
- Georges Seurat (1943)
- History of Impressionism (1946)
- Paul Cézanne (1948)
- Pierre Bonnard (1948)
- Les Fauves (1952)
- History of Post-Impressionism: From van Gogh to Gauguin (1956)
- Studies in Impressionism (1986)
- Studies in Post-Impressionism (1986)
- Cézanne, a Biography (1986)
- Seurat, a Biography (1990)
- Camille Pissarro (1963)
- Cézanne, the Steins, and their Circle (1987)
- Cézanne in America (1989)
- The Paintings of Paul Cézanne: A Catalogue Raisonné by John Rewald in collaboration with Walter Feilchenfeldt and Jayne Warman (1996)

Obras editadas
- Paul Cézanne, Letters (1941)
- Paul Gauguin, Letters (1943)
- Camille Pissarro, Letters to his Son Lucien (1943)
- The Woodcuts of Aristide Maillol (1943), catalogue raisonné
- Renoir, Drawings (1946)
- Paul Cézanne, Carnets de Dessins (1951)
- The Sculptures of Edgar Degas (1957), catalogue raisonné
- Gauguin, Drawings (1958)